# Småuv
Småuv (Ketupa poensis) är en fågel i familjen ugglor inom ordningen ugglefåglar.

## Utseende och läte
Småuven är en medelstor rostbrun uggla med långa örontofsar. Noterbart är mörka ögon, rostfärgat ansikte och rent tvärbandad undersida. Arten liknar akunuven, men har mörka istället för gula ögon samt är mer roströd och prydligare tecknad undertill. Den är även lik fläckuven, men är mycket varmare färgad och har mörkare ögon. Vanligaste lätet är en utdragen och spöklik vissling som först stiger, sedan faller och på slutet avtar. Även en låg, snabb och pulserande serie med hoanden kan höras. 

## Utbredning och systematik
Småuven delas numera vanligen in i två underarter med följande utbredning:
- Ketupa poensis poensis – förekommer från Sierra Leone till Uganda, centrala Demokratiska republiken Kongo och norra Angola
- Ketupa poensis vosseleri – förekommer i nordöstra Tanzania

Underarten vosseleri kategoriserades tidigare som en egen art, usambarauv, men denna betraktas vanligen numera som en del av småuven.

### Släktestillhörighet
Arten placeras traditionellt i Bubo, men flera genetiska studier visar arterna i släktet inte står varandra närmast. Småuven med släktingar förs därför allt oftare, som här, till fiskuvarna i släktet Ketupa.

## Status och hot
Arten har ett stort utbredningsområde, men tros minska i antal, dock inte tillräckligt kraftigt för att den ska betraktas som hotad. Internationella naturvårdsunionen IUCN listar arten som livskraftig (LC).